# Astragalus macrosemius
Astragalus macrosemius är en ärtväxtart som beskrevs av Pierre Edmond Boissier. Astragalus macrosemius ingår i släktet vedlar, och familjen ärtväxter. Inga underarter finns listade i Catalogue of Life.